# Radek Dosoudil
Radek Dosoudil (* 20. června 1983, Mladá Boleslav, Československo) je bývalý český fotbalový obránce. Byl to talentovaný a důrazný obránce s dobrým výskokem, jenž měl občas problémy s disciplínou.
Mimo ČR působil na klubové úrovni na Slovensku, v Turecku a Gruzii.
Od léta 2017 působí na amatérské úrovni v divizním klubu FK Zbuzany 1953.

## Klubová kariéra
Je odchovancem mladoboleslavského fotbalu, ale od roku 1998 patřil Spartě. Zde působil jen v B-týmu a byl na hostování v „domácí“ Mladé Boleslavi. Od července 2004 byl na hostování v Jablonci. Všiml si ho turecký Denizlispor, ale po výměně celého vedení a trenéra s ním klub přestal počítat a v lednu 2006 se vrátil do Jablonce, se kterým absolvoval zimní přípravu. Na konci ledna přestoupil do Slavie Praha. V sezoně 2006/07 byl přeřazen do B-týmu a po skončení ročníku přestoupil do Artmedie Petržalka.
V roce 2009 přestoupil do Slovanu Bratislava, kde působil až do dubna 2012. Vedení klubu s ním rozvázalo smlouvu pro hrubé nesportovní chování, jehož výsledkem byl 7-zápasový trest od disciplinární komise. Nesportovního chování vůči soupeři se měl dopustit opakovaně.
14. srpna 2012 podepsal jednoroční smlouvu s klubem FK Mladá Boleslav, který měl tou dobou několik zraněných obránců, hráčů základní sestavy. 8. května 2013 v utkání Poháru České pošty AC Sparta Praha–FK Mladá Boleslav (1:2) utrpěl po šlapáku sparťanského útočníka Léonarda Kweukeho zlomeninu holenní kosti, což ho vyřadilo na několik měsíců ze hry.
V létě 2014 šel hostovat z Mladé Boleslavi do gruzínského týmu FC Dinamo Tbilisi vedeného českým koučem Michalem Bílkem. Nastoupil v červencovém druhém předkole Lize mistrů UEFA 2014/15 proti kazašskému FK Aktobe (porážky 0:1 a 0:3). Vzápětí v Dinamu společně s dalšími 11 hráči a trenérem Bílkem skončil, klubový boss Pipia udělal čistku v kádru. 

V sezoně 2014/15 nastupoval za SK Benátky nad Jizerou, farmu klubu FK Mladá Boleslav.
V létě 2015 jej získal český klub 1. FK Příbram. Za Příbram odehrál v sezóně 2015/16 celkem 13 ligových zápasů.
Na jaře 2017 působil v klubu FK Slavoj Vyšehrad působícího v ČFL. V létě 2017 posílil divizní klub FK Zbuzany 1953.

## Reprezentační kariéra

### Mládežnické výběry
Radek Dosoudil nastoupil za několik mládežnických výběrů České republiky. Zúčastnil se Mistrovství světa hráčů do 20 let 2003 ve Spojených arabských emirátech, kde český tým po remízách 1:1 s Austrálií a Brazílií a porážce 0:1 s Kanadou obsadil nepostupové čtvrté místo v základní skupině C. Radek ale nezasáhl ani do jednoho zápasu.
Bilance:
- reprezentace do 15 let: 7 utkání (6 výher, 1 remíza, 0 vstřelených gólů)
- reprezentace do 16 let: 13 utkání (7 výher, 2 remízy, 4 prohry, 0 vstřelených gólů)
- reprezentace do 17 let: 11 utkání (5 výher, 5 remíz, 1 prohra, 0 vstřelených gólů)
- reprezentace do 19 let: 8 utkání (4 výhry, 3 remízy, 1 prohra, 1 vstřelený gól)
- reprezentace do 20 let: 8 utkání (5 výher, 3 prohry, 1 vstřelený gól)
- reprezentace do 21 let: 3 utkání (2 remízy, 1 prohra, 0 vstřelených gólů)